# Málinec
Málinec este o comună slovacă, aflată în districtul Poltár din regiunea Banská Bystrica. Localitatea se află la altitudinea de 527 m deasupra n.m., se întinde pe o suprafață de 50 km2 și în 2017 număra 1.494 de locuitori.

## Istoric
Localitatea Málinec este atestată documentar din 1544.

## Demografie
| An:                | 1994 | 2004   | 2014   | 2024   |
| ------------------ | ---- | ------ | ------ | ------ |
| Număr de persoane: | 1502 | 1458   | 1504   | 1393   |
| Diferență:         |      | −2,92% | +3,15% | −7,38% |

| An:                | 2023 | 2024   |
| ------------------ | ---- | ------ |
| Număr de persoane: | 1381 | 1393   |
| Diferență:         |      | +0,86% |